# Haplogonosoma implicatum
Haplogonosoma implicatum är en mångfotingart som beskrevs av Henri W. Brölemann 1916. Haplogonosoma implicatum ingår i släktet Haplogonosoma och familjen orangeridubbelfotingar. Inga underarter finns listade i Catalogue of Life.